# Ten Ton Reggae Machine
Ten Ton Reggae Machine er reggae/hård rock-bandet Blunts andet album udgivet i september 2008. Albummet blev optaget i flere etaper i løbet af 2006 og 2007, men da bandet på daværende tidspunkt stod uden pladeselskab blev det først udgivet i 2008, da LongLife Records indvilligede i at støtte færdiggørelsen af albummet.
Jacob Bredahl stod for produktionen af de fleste sange, mens produceren fra debutalbummet Reggae Da Nation, Tue Madsen mixede. To sange, "Reggaelicious" og genindspilningen af "Reggae All Day" blev dog produceret af Peter Lehmann og mixet af Lasse Pilfinger. 
I 2009 blev Ten Ton Reggae Machine nomineret i kategorien for "Årets Danske World Album" til Danish World Awards, der dog blev vundet af Alain Apaloos Apipipo og albummet Flood Gate.

## Numre
Alle tekster og musik er skrevet af Blunt.
| #   | Titel               | Længde |
| --- | ------------------- | ------ |
| 1.  | "Curse"             | 3:47   |
| 2.  | "This Ride"         | 3:09   |
| 3.  | "Reggae All Day"    | 4:29   |
| 4.  | "Reggaelicious"     | 3:10   |
| 5.  | "Stand Firm"        | 3:19   |
| 6.  | "Wonderland"        | 3:28   |
| 7.  | "Mizzian To Rockit" | 4:05   |
| 8.  | "Welcome To The 8k" | 0:44   |
| 9.  | "Bob My Head"       | 3:33   |
| 10. | "Babylon Soldiers"  | 3:15   |
| 11. | "Children Of Dread" | 3:14   |
| 12. | "Summertine"        | 4:38   |

## Musikere
- Jimmie Tagesen – Vokal
- Jakob Barndorff-Nielsen – Bas og vokal
- Jesper Friis – Guitar
- Mads Schaarup – Guitar
- Günther Bach – Trommer
- Viggo Jørgensen – Keyboard
- Lasse Pilfinger – Keyboard og baggrundsvokal
- Jonas Stampe – Citar